# Galen (Mondkrater)
Galen ist ein kleiner Einschlagkrater in dem zerklüfteten Gebiet zwischen den Mond-Apeninnen im Westen und den Montes Haemus im Osten. Er liegt südsüdöstlich des
geringfügig größeren Kraters Aratus. Weiter nach Westen zu befindet sich der Krater Conon an den Flanken der Montes Apenninus.
Der kreisrunde Krater mit seinem scharfen Rand und schüsselförmigen Inneren weist keine größeren Erosionsspuren auf. Der kleine Kraterboden besitzt eine niedrigere Albedo als die Kraterwände.
Ehe Galen 1973 von der Internationalen Astronomischen Union (IAU) einen eigenen Namen bekam,  wurde er als Satellitenkrater von Aratus mit der Bezeichnung Aratus A geführt.